# Бочка (архітектура)

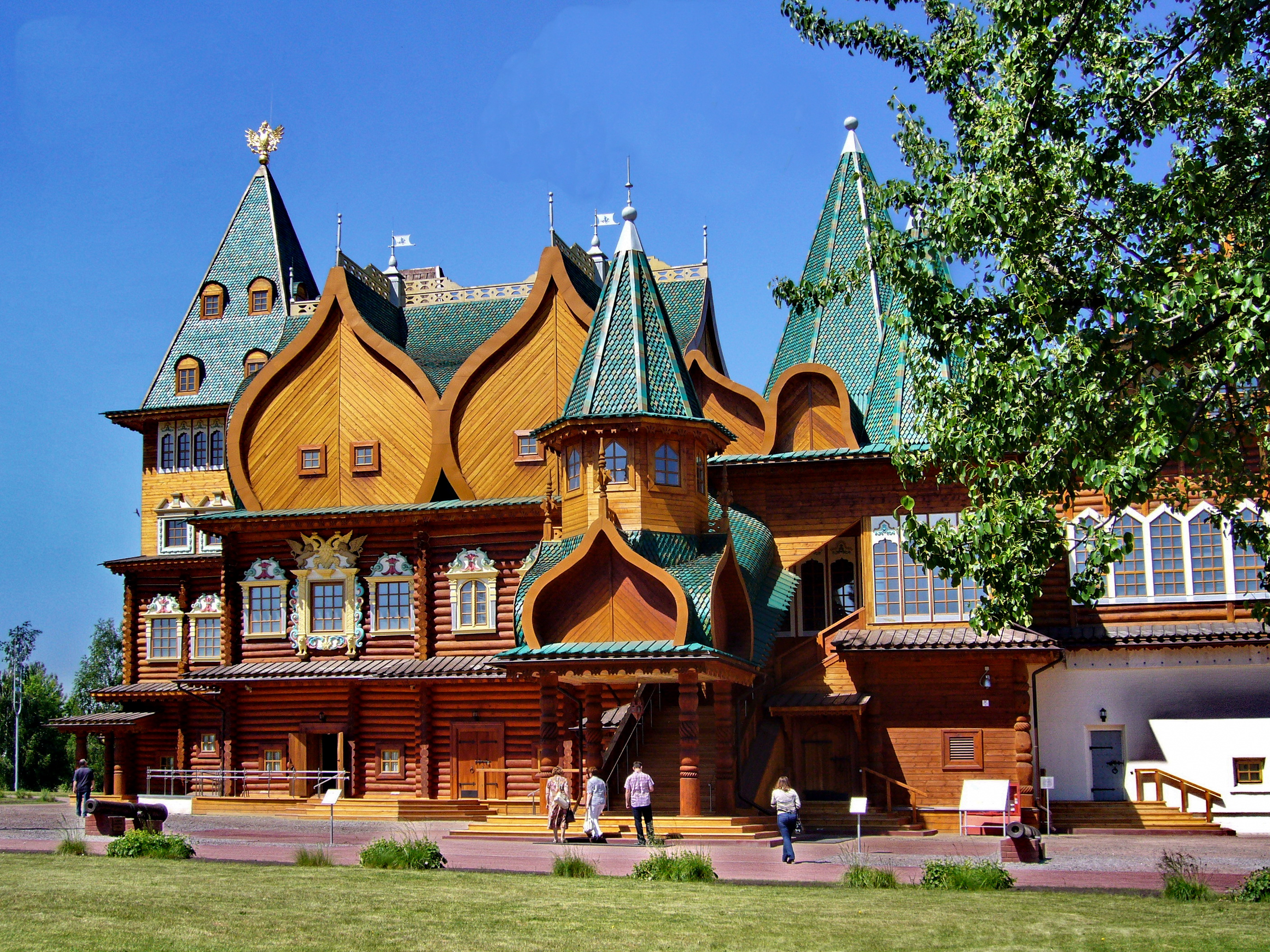
Подвійна хрещата бочка на даху й одинарна хрещата над ґанком. Реконструкція Коломенського палацу (музей-заповідник «Коломенське», Москва, Росія)

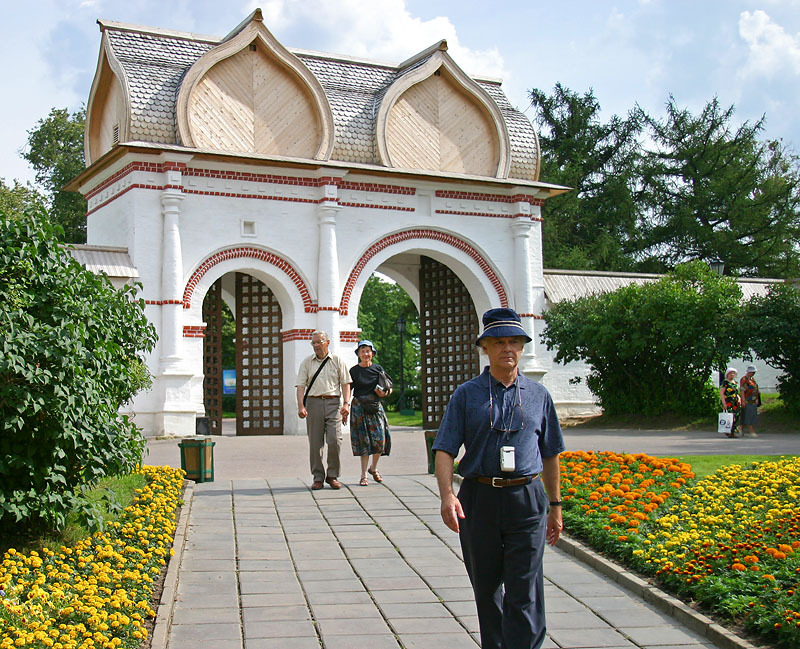
Кам'яні ворота в Коломенському, покриті подвійною «хрещатою бочкою». XVII століття

Бо́чка в архітектурі — покрівля споруди у вигляді напівциліндра з підвищенням і загостренням угорі, в поперечному перерізі має цибулинну форму. Пересічення двох бочок утворює «хрещату бочку», або кубовидну покрівлю. Бочка зустрічається переважно в російській дерев'яній архітектурі до 18 століття.
Точно визначити час появи «бочки» важко. Конструктивно «бочка» є модифікацією так званого самцевого двосхилого даху — однієї з найдавніших методик зведення даху зрубної будівлі. У рамках даної методики колоди фронтонів («самці») поступово коротшають у міру наближення до гребеня, при цьому завершенням фронтону служить вирубана з колоди деталь, близька за формою до трикутника. У кінці самців врубаются лати, які і служать основою обрешітки для настилу покрівлі. З розвитком дерев'яного зодчества, самцева покрівля еволюціонувала в бік ускладнення — зокрема, будівельники не обмежувалися чисто трикутною формою фронтону. Варіюючи довжину самців, зодчі отримували покриття досить різноманітних конфігурацій, з яких найбільшого поширення набула своєрідна покрівля, близька за формою до цибулинних бань храмів, яка й отримала назву «бочка». Якщо самці встановлювалися з чотирьох сторін зрубу, ставався перетин двох «бочок», що утворював так звану «хрещату» або «хрестову бочку». Ряд джерел проводить аналогію між «хрещатою бочкою» і так званим кубуватим покриттям.
Найбільше «бочки» поширилися в церковній і цивільній архітектурі в період XVII—XVIII століть. Головним чином цей тип покрівель використовувався в дерев'яній архітектурі, особливо в архітектурі Півночі Росії і палацовій архітектурі (характерний приклад широкого використання «бочок» — палац царя Олексія Михайловича в Коломенському, де багато зустрічаються ускладнені «хрещаті бочки»). Значно рідше «бочки» зустрічалися в кам'яній архітектурі, наприклад, в Благовіщенській церкві в селі Тайнінському Московської області.